# Cratere Houtermans
Houtermans è un cratere lunare di 42,68 km situato nella parte sud-orientale della faccia visibile della Luna.